# Hans Verèl
Hans Verèl (ur. 21 kwietnia 1953 w Rotterdamie, Holandia, zm. 9 listopada 2019) – holenderski piłkarz, grający na pozycji obrońcy, trener piłkarski.

## Kariera piłkarska
W 1972 rozpoczął karierę piłkarską w miejscowej drużynie Sparta Rotterdam. W 1976 roku przeszedł do SVV. Latem 1977 został zaproszony do FC Den Bosch, w którym zakończył karierę piłkarza w roku 1978.

## Kariera trenerska
Po zakończeniu kariery piłkarza rozpoczął pracę szkoleniowca. Najpierw w latach 1978–1981 pomagał trenować FC Den Bosch, a w 1981 stał na czele klubu, którym kierował do 1984. Potem trenował holenderskie kluby RBC Roosendaal, NAC Breda, (SVV/)Dordrecht'90 i RKC Waalwijk. Na początku 1995 został mianowany na stanowisko głównego trenera Paxtakoru Taszkent, którym kierował do 1996. Przed rozpoczęciem sezonu 1996/97 dołączył do sztabu szkoleniowego Willem II Tilburg, w którym pomagał trenować, a w 2000 tymczasowo stał na czele klubu. W 2001 prowadził Fortuna Sittard.

## Sukcesy i odznaczenia

### Sukcesy trenerskie
RBC Roosendaal
- finalista Pucharu Holandii: 1986